# Tibor Nyilasi
Tibor Nyilasi (Várpalota, 18 gennaio 1955) è un allenatore di calcio ed ex calciatore ungherese, di ruolo attaccante.

## Carriera

### Giocatore

#### Club
Venne ingaggiato dalla squadra ungherese del Ferencváros nel 1972, vincendo due campionati nel 1976 e nel 1981, e vi giocò fino al 1983, quando fu acquistato dalla squadra austriaca dell'Austria Vienna, con la quale vinse tre campionati nel 1984, 1985 e 1986.

#### Nazionale
Disputò 70 incontri con la maglia della nazionale ungherese, mettendo a segno 32 reti, e partecipò come titolare al Mondiale 1978, ma non ebbe fortuna: alla partita d'esordio contro la nazionale ospitante dell'Argentina venne espulso insieme al suo compagno di squadra András Törőcsik. Al Mondiale 1982 andò meglio, ma anche questa volta l'Ungheria non riuscì a qualificarsi per la fase finale.

### Allenatore
Dopo il ritiro dall'attività agonistica nel 1988, intraprese la carriera di allenatore, guidando la sua vecchia squadra del Ferencváros tra il 1991 ed il 1994, poi nuovamente tra il 1997 ed il 1998.

## Palmarès

### Giocatore

#### Club
- Campionato ungherese: 2

Ferencvaros: 1975-1976, 1980-1981
- Coppa d'Ungheria: 3

Ferencvaros: 1973-1974, 1975-1976, 1977-1978
- Campionato austriaco: 3

Austria Vienna: 1983-1984, 1984-1985, 1985-1986
- Coppa d'Austria: 1

Austria Vienna: 1985-1986

#### Individuale
- Capocannoniere del campionato ungherese: 1

1980-1981 (30 gol)
- Capocannoniere della Coppa UEFA: 1

1983-1984 (9 gol)

### Allenatore
- Campionato ungherese: 1

Ferencvaros: 1991-1992
- Coppa d'Ungheria: 3

Ferencvaros: 1990-1991, 1992-1993, 1993-1994